# سامانه یک‌بارمصرف پرتاب

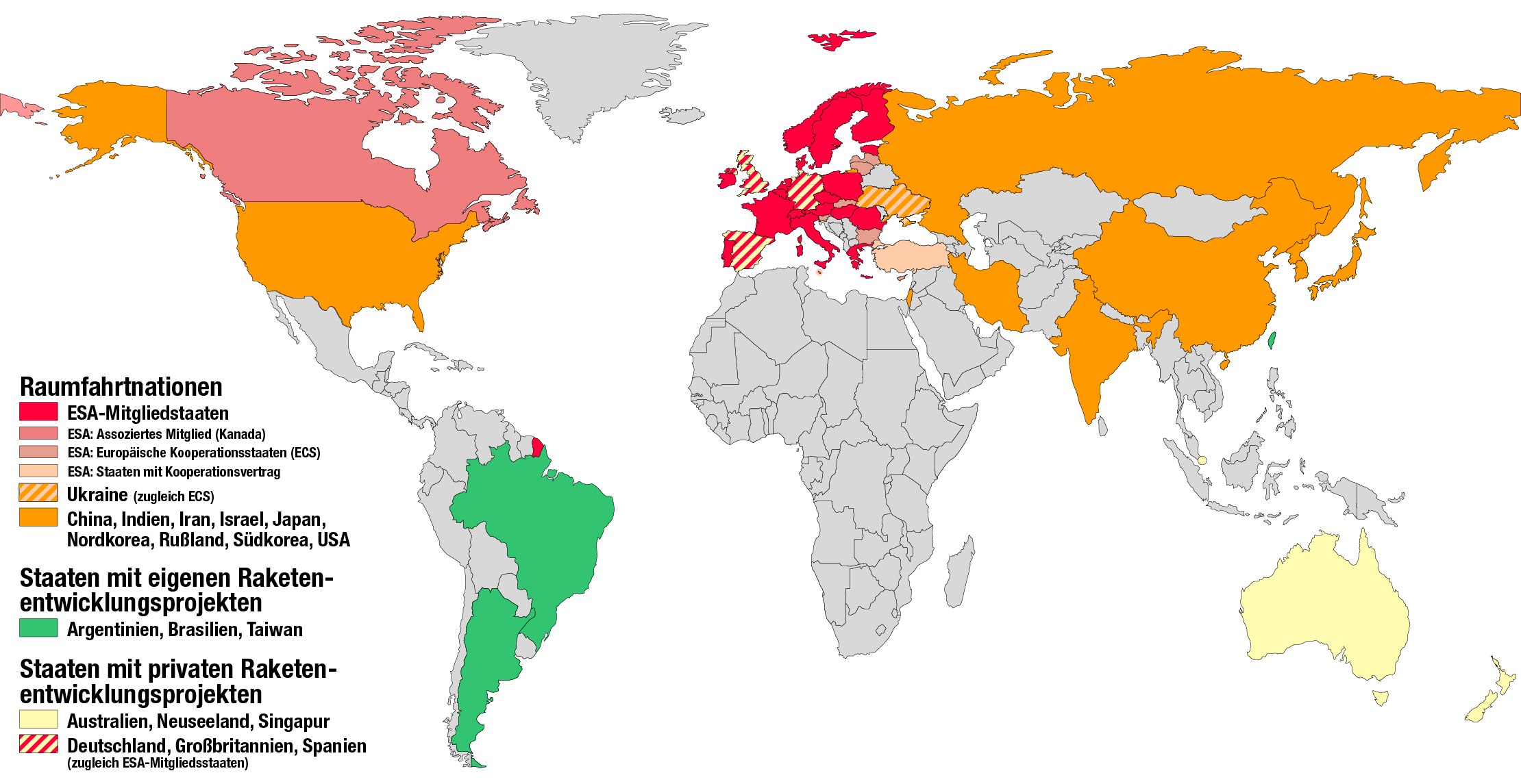
کشورهای دارای پرتابگر یک‌باره.

سامانه یک‌بارمصرف پرتاب (به انگلیسی: Expendable launch system) که پرتابگر یک‌باره (ELV) هم نامیده می‌شود گونه‌ای وسیله شلیک و پرتاب بار مفید (payload) و موشک به فضا است که پس از یک بار مصرف کنار گذاشته می‌شود. 
به سامانه‌هایی که چندین بار استفاده می‌شوند سامانه چندبارمصرف پرتاب گفته می‌شود.